# Tricolia nordsiecki
Tricolia nordsiecki é uma espécie de molusco pertencente à família Phasianellidae.
A autoridade científica da espécie é Talavera, tendo sido descrita no ano de 1978.
Trata-se de uma espécie presente no território português, incluindo a zona económica exclusiva.